# Ciao (Twin Melody)
Ciao è un singolo del duo musicale spagnolo Twin Melody, in collaborazione con la cantautrice maltese Emma Muscat, pubblicato il 1º marzo 2022.

## Video musicale
Il video musicale, diretto da Norden Tachfint, è stato pubblicato il 31 marzo 2022 attraverso il canale YouTube del duo musicale.

## Tracce
Testi e musiche di Aitana Etxeberria, Fernando Boix, Jonathan Burt, Marc Montserrat, Paula Etxeberria e Pedro Elipe.
1. Ciao (feat. Emma Muscat) – 3:07

## Formazione
- Aitana Etxeberria – voce
- Paula Etxeberria – voce
- Emma Muscat – voce
- Dave Kutch – masterizzazione
- Fernando Boix – chitarra, produzione
- Jose Orta – registrazione vocale
- Manuel Tomas – missaggio
- Paula Perez – voci di sottofondo
- Keith Muscat – registrazione